# Мендоса-Чико
Мендоса-Чико (исп. Mendoza Chico) — населённый пункт сельского типа на юге центральной части Уругвая, в департаменте Флорида.

## География
Расположен на шоссе № 5, в 4,5 км к северу от деревни Мендоса и в 17 км к югу от административного центра департамента, города Флорида. Расстояние до столицы страны, города Монтевидео, составляет около 79 км. Абсолютная высота — 76 метров над уровнем моря.

## Экономика
Экономика населённого пункта основана на молочной и мясной промышленности.

## Население
По данным на 2011 год население составляет 810 человек.
| Год  | Население |
| ---- | --------- |
| 1963 | 232       |
| 1975 | 446       |
| 1985 | 399       |
| 1996 | 574       |
| 2004 | 776       |
| 2011 | 810       |

Источник: Instituto Nacional de Estadística de Uruguay